# Дворски комплекс на Дедињу
Дворска грађевина на Дедињу простире се на имању од 134 хектара, на највишем брежуљку овог београдског насеља, Дедиње. Дворска грађевина је направљена личним новцем и по налогу Краља Александра I, у периоду од 1924. до 1937. године. У оквиру дворске грађевине налазе се два главна обитавалишта: Краљевски двор и Бели двор, као и Дворска капела Светог Андреја Првозваног.

## Историјат
Краљевски Двор на Дедињу изграђен је у периоду 1924-1929. године и био је дом Краља Александра I и Краља Петра  II. Данас је објекат дат на коришћење принцу Александру и његовој породици од стране владе Савезне Републике Југославије. Република Србија је правни наследник тог уговора и објекат је у њеном власништву, док принц са својом породицом живи у њему.
Пројектанти су били архитекта Живојин Николић и академик Николај Краснов са Краљевске академије. То је велика и репрезентативна вила од белог камена у српско-византијском стилу. У њеном саставу је и Дворска капела посвећена Св. Апостолу Андреју Првозваном, који је заштитник и Крсна Слава Краљевског Дома, и која је саграђена по узору на цркву манастира Св. Андреја на Тресци, задужбину Краља Вукашина. Око Двора су подигнуте перголе, парковске терасе, базени, павиљон и концертна тераса. Из Двора који је на гребену брда, пружа се величанствен поглед на Дедиње, Кошутњачку шуму, Топчидер и Авалу.
Зграда Белог двора, који се налази у истом комплексу са Краљевским двором, зидана је по жељи Краља Александра I као резиденција за његове синове Престолонаследника Петра (будућег Краља Петра II), Краљевића Томислава и Краљевића Андреја. Краљ Александар је очекивао да ће његовим синовима бити потребан сопствени простор када одрасту.
Иван Мештровић је извајао бројне скулптуре по наруџбини краљевске династије Карађорђевић, посебно краља Александра I Карађорђевића. Међу поруџбине краља Александра убрајају се скулптура сфинге, Милоша Обилића, Марка Краљевића, јунака косовског мита Срђа Злопоглеђа, женске пандане косовским јунацима и друге радове. Дела се данас углавном налазе у оквиру дворског комплекса на Дедињу.
Дворови су окружени парком за чије пројектовање је заслужан пејзажни архитекта Едуард Андре. У оквиру дворског комплекса налазе се и базени и кухиње, сламната кућа и канцеларија Маршалата двора. Овде се налази и богата уметничка збирка.
2013. године је објављена монографија „Дворски комплекс на Дедињу“.